# Ronde van Polen 2005
De Ronde van Polen 2005 (Pools: Wyścig Dookoła Polski 2005) werd verreden van maandag 12 september tot en met zondag 18 september in Polen. Het was de 62ste editie van de rittenkoers, die in 2005 deel ging uitmaken van de UCI Europe Tour (categorie 2.1). De ronde telde acht etappes, en werd afgesloten met een individuele tijdrit over 19 kilometer. Titelverdediger was de Tsjech Ondřej Sosenka.

## Etappe-uitslagen

### 1e etappe
| Gdańsk – Elbląg (149,6 km) |                   |                       |          |
| Plaats                     | Naam              | Ploeg                 | Tijd     |
| Winnaar                    | Baden Cooke       | La Française des Jeux | 3u21'23" |
| 2                          | Luca Paolini      | Quick Step-Innergetic | z.t.     |
| 3                          | Francesco Chicchi | Fassa Bortolo         | z.t.     |

### 2e etappe
| Tczew – Olsztyn (226,5 km) |                   |                       |          |
| Plaats                     | Naam              | Ploeg                 | Tijd     |
| Winnaar                    | Daniele Bennati   | Lampre-Caffita        | 5u54'37" |
| 2                          | Luca Paolini      | Quick Step-Innergetic | z.t.     |
| 3                          | Francesco Chicchi | Fassa Bortolo         | z.t.     |

### 3e etappe
| Ostróda – Bydgoszcz (212 km) |                  |                       |          |
| Plaats                       | Naam             | Ploeg                 | Tijd     |
| Winnaar                      | Jaan Kirsipuu    | Crédit Agricole       | 3u38'09" |
| 2                            | Luca Paolini     | Quick Step-Innergetic | z.t.     |
| 3                            | Max van Heeswijk | Discovery Channel     | z.t.     |

### 4e etappe
| Inowrocław – Leszno (213 km) |                 |                       |          |
| Plaats                       | Naam            | Ploeg                 | Tijd     |
| Winnaar                      | Daniele Bennati | Lampre-Caffita        | 5u22'52" |
| 2                            | Luca Paolini    | Quick Step-Innergetic | z.t.     |
| 3                            | Angelo Furlan   | Domina Vacanze        | z.t.     |

### 5e etappe
| Wrocław – Szklarska Poręba (212 km) |                 |                       |          |
| Plaats                              | Naam            | Ploeg                 | Tijd     |
| Winnaar                             | Fabian Wegmann  | Team Gerolsteiner     | 5u28'01" |
| 2                                   | Filippo Pozzato | Quick Step-Innergetic | z.t.     |
| 3                                   | Uroš Murn       | Phonak                | z.t.     |

### 6e etappe
| Piechowice – Karpacz (153 km) |                |               |          |
| Plaats                        | Naam           | Ploeg         | Tijd     |
| Winnaar                       | Pieter Weening | Rabobank      | 4u16'37" |
| 2                             | Kim Kirchen    | Fassa Bortolo | +00' 04" |
| 3                             | Thomas Dekker  | Rabobank      | +00' 25" |

### 7e etappe
| Jelenia Góra – Karpacz (61 km) |                 |                       |          |
| Plaats                         | Naam            | Ploeg                 | Tijd     |
| Winnaar                        | Kim Kirchen     | Fassa Bortolo         | 1u39'00" |
| 2                              | Danilo Di Luca  | Liquigas-Bianchi      | +00' 02" |
| 3                              | Thomas Lövkvist | La Française des Jeux | +00' 04" |

### 8e etappe
| Jelenia Góra – Karpacz (individuele tijdrit over 19 km) |                 |                       |          |
| Plaats                                                  | Naam            | Ploeg                 | Tijd     |
| Winnaar                                                 | Thomas Dekker   | Rabobank              | 0u30'54" |
| 2                                                       | Bobby Julich    | Team CSC              | +00' 08" |
| 3                                                       | Thomas Lövkvist | La Française des Jeux | +00' 08" |

## Klassementsleiders
| Etappe    | Algemeen       | Punten            | Berg              | Tussensprint   | Ploegen        |
| 1         | Baden Cooke    | Baden Cooke       | Bartosz Huzarski  | Robert Förster | Domina Vacanze |
| 2         | Luca Paolini   | Luca Paolini      | Bartosz Huzarski  | Robert Förster | Domina Vacanze |
| 3         | Luca Paolini   | Luca Paolini      | Bartosz Huzarski  | Robert Förster | Phonak         |
| 4         | Luca Paolini   | Luca Paolini      | Bartosz Huzarski  | Robert Förster | Quick Step     |
| 5         | Luca Paolini   | Luca Paolini      | Johan Vansummeren | Robert Förster | Rabobank       |
| 6         | Pieter Weening | Jaroslaw Zarebski | Bartosz Huzarski  | Robert Förster | Rabobank       |
| 7         | Kim Kirchen    | Kim Kirchen       | Bartosz Huzarski  | Robert Förster | Rabobank       |
| 8         | Kim Kirchen    | Kim Kirchen       | Bartosz Huzarski  | Robert Förster | Rabobank       |
| Eindstand | Kim Kirchen    | Kim Kirchen       | Bartosz Huzarski  | Robert Förster | Rabobank       |

## Eindklassementen
| Plaats    | Naam              | Ploeg                 | Tijd      |
| --------- | ----------------- | --------------------- | --------- |
| Gele trui | Kim Kirchen       | Fassa Bortolo         | 32u11'58" |
| 2         | Pieter Weening    | Rabobank              | +00' 05"  |
| 3         | Thomas Dekker     | Rabobank              | +00' 11"  |
| 4         | Thomas Lövkvist   | La Française des Jeux | +00' 18"  |
| 5         | Danilo Di Luca    | Liquigas-Bianchi      | +00' 34"  |
| 6         | Michael Boogerd   | Rabobank              | +01' 04"  |
| 7         | Jan Hruška        | Liberty Seguros-Würth | +02' 14"  |
| 8         | Marek Rutkiewicz  | Intel-Action          | +02' 43"  |
| 9         | Sylvain Chavanel  | Cofidis               | +02' 52"  |
| 10        | José Luis Rubiera | Discovery Channel     | +03' 03"  |

| Plaats      | Naam           | Ploeg            | Punten |
| ----------- | -------------- | ---------------- | ------ |
| Groene trui | Kim Kirchen    | Fassa Bortolo    | 70     |
| 2           | Danilo Di Luca | Liquigas-Bianchi | 67     |
| 3           | Thomas Dekker  | Rabobank         | 65     |

| Plaats      | Naam               | Ploeg                 | Punten |
| ----------- | ------------------ | --------------------- | ------ |
| Paarse trui | Bartosz Huzarski   | Intel-Action          | 34     |
| 2           | Rubens Bertogliati | Saunier Duval-Prodir  | 26     |
| 3           | Jesús Hernández    | Liberty Seguros-Würth | 12     |

| Plaats    | Naam             | Ploeg             | Punten |
| --------- | ---------------- | ----------------- | ------ |
| Rode trui | Robert Förster   | Team Gerolsteiner | 21     |
| 2         | Bartosz Huzarski | Intel-Action      | 4      |
| 3         | Sylvain Chavanel | Cofidis           | 3      |

| Plaats | Ploeg                      | Tijd      |
| ------ | -------------------------- | --------- |
|        | Rabobank                   | 95u03'49" |
| 2      | Liberty Seguros-Würth Team | +09' 30"  |
| 3      | Intel-Action               | +10' 23"  |

Mannen: 1928 · 
1929 · 
1930-1932 · 
1933 · 
1934-1936 · 
1937 · 
1938 · 
1939 · 
1940-1946 · 
1947 · 
1948 · 
1949 · 
1950-1951 · 
1952 · 
1953 · 
1954 · 
1955 · 
1956 · 
1957 · 
1958 · 
1959 · 
1960 · 
1961 · 
1962 · 
1963 · 
1964 · 
1965 · 
1966 · 
1967 · 
1968 · 
1969 · 
1970 · 
1971 · 
1972 · 
1973 · 
1974 · 
1975 · 
1976 · 
1977 · 
1978 · 
1979 · 
1980 · 
1981 · 
1982 · 
1983 · 
1984 · 
1985 · 
1986 · 
1987 · 
1988 · 
1989 · 
1990 · 
1991 · 
1992 · 
1993 · 
1994 · 
1995 · 
1996 · 
1997 · 
1998 · 
1999 · 
2000 · 
2001 · 
2002 · 
2003 · 
2004 · 
2005 · 
2006 · 
2007 · 
2008 · 
2009 ·
2010 ·
2011 ·
2012 ·
2013 ·
2014 ·
2015 ·
2016 ·
2017 ·
2018 ·
2019 ·
2020 · 2021 · 2022 · 2023 · 2024
Vrouwen: 1998 · 1999 · 2000 · 2001 · 2002 · 2003 · 2004 · 2005 · 2006 · 2007 · 2008 · 2009-2015 · 2016 · 2017-2023 · 2024 · 2025
 Parijs-Nice · 
 Tirreno-Adriatico · 
 Milaan-San Remo · 
 Ronde van Vlaanderen · 
 Gent-Wevelgem · 
 Ronde van het Baskenland · 
 Parijs-Roubaix · 
 Amstel Gold Race · 
 Waalse Pijl · 
 Luik-Bastenaken-Luik · 
 Ronde van Romandië · 
 Ronde van Catalonië · 
 Ronde van Italië · 
 Critérium du Dauphiné Libéré · 
 Ronde van Zwitserland · 
 Ploegentijdrit Eindhoven · 
 Ronde van Frankrijk · 
 HEW-Cyclassics-Cup · 
  ENECO Tour · 
 Clásica San Sebastián · 
 Ronde van Duitsland · 
 Ronde van Spanje · 
 GP Ouest-France-Plouay · 
 Ronde van Polen · 
 Kampioenschap van Zürich · 
 Parijs-Tours · 
 Ronde van Lombardije